# 계성고등학교 (서울)
계성고등학교(啓星高等學校)는 대한민국 서울특별시 성북구 길음동에 위치한 사립 고등학교이다.

## 학교 연혁
- 1942년 1월 8일 노기남 대주교 재단 이사장 취임
- 1944년 8월 10일 계성여자상업전수학교 인가(3년제, 3학급)
- 1944년 8월 22일 초대 교장 장발 선생 취임
- 1944년 9월 8일 개교
- 1946년 6월 24일 계성여자중학교 인가(6년제, 12학급)
- 1951년 8월 31일 학제 개편으로 중학교와 고등학교 분리
- 1957년 5월 31일 한국 샬트르 성 바오로 수녀회 서울관구에서 이관
- 1986년 3월 30일 도서관 준공(633평)
- 1986년 5월 31일 재단법인 천주교 서울대교구 유지재단으로 명칭 변경
- 1986년 8월 30일 본관 준공(218평)
- 1986년 12월 30일 교사 대수선(성미관, 성지관, 샛별관, 운동장, 정원)
- 1987년 2월 28일 계성여자중학교 폐교
- 1994년 3월 16일 제14대 교장 김화순 수녀 취임
- 1995년 3월 1일 학교법인 가톨릭 학원으로 개편 재단 및 학급 감축(8학급)
- 1999년 3월 1일 제15대 교장 오숙자 수녀 취임
- 2001년 3월 1일 제16대 교장 김춘경 수녀 취임
- 2002년 12월 26일 학교법인 가톨릭학원 제3대 이사장 이한택 주교 취임
- 2012년 8월 29일 학교법인 가톨릭학원 제5대

이사장 염수정 대주교 취임
- 2013년 3월 1일 제18대 교장 심숙진 수녀 취임
- 2016년 3월 1일 서울특별시 성북구 길음동으로 학교 이전 및 남녀공학으로 전환
- 2021년 3월 1일 제19대 교장 민혜숙 수녀 취임

## 참고 자료
- 계성고등학교 - 한국교육학술정보원 학교알리미